# Fasciospongia aspergillum
Fasciospongia aspergillum är en svampdjursart som först beskrevs av Lendenfeld 1889.  Fasciospongia aspergillum ingår i släktet Fasciospongia och familjen Thorectidae. Inga underarter finns listade i Catalogue of Life.